# 嘉吉の徳政一揆
嘉吉の徳政一揆（かきつのとくせいいっき）は、嘉吉元年（1441年）に徳政令を求めて京都及び近江など周辺地域で発生した土一揆のこと。嘉吉の土一揆（かきつのつちいっき）とも。

## 概要
6月、6代将軍・足利義教が嘉吉の変で殺害されると、幼い足利義勝が後継者となり、政治的混乱が発生した。そのような中、「代始の徳政」（天下一同の徳政令）を求めて、京都・近江坂本の馬借を中心に農民が蜂起、地侍が指導し、数万人の一揆にふくれあがった。各地への波及はなく、京都を包囲する形をとった。

## 一揆の流れ
- 6月：義教殺害
- 8月：近江の馬借蜂起、守護・六角満綱が徳政令発布。
- 9月：東寺、北野社の占拠及び丹波口、西八条の封鎖。延暦寺が六角満綱の徳政令に反対した事から同支配下の近江の馬借が一揆から離反・敵対するも、一揆は更に清水寺占拠。

一揆軍は京都と外部の連絡を断った上で、酒屋、土倉、寺院を襲撃した。一揆勢は地侍の指導の下、組織的な行動をとり、勝手な略奪を取り締まった。
また幕府が当初、農民に限定した徳政令を発布して事態の収拾に乗り出したのに対し、公家や武家も含む一国平均の徳政令を要求し、支配者層の支持をも得ようとしている。さらに、管領・細川持之が土倉から賄賂一千貫を貰って保護の為に出兵命令を出したという事実を知った守護大名は出兵を拒否。畠山持国に至っては一揆に自分の被官が混じっていた事から鎮圧に反対、事態はさらに混乱した。
7代将軍・足利義勝（実際には幼少の将軍を後見した、管領の細川持之）は要求を受け入れ、差し押さえられてから20年未満の質物の返還など、山城一国平均での徳政令を発布（嘉吉の徳政令）。正長の土一揆では遂に公式な徳政令を出さなかった室町幕府が徳政令を出したことにより、その権威は大きく傷ついた。